# Mark Sandrich
Mark Sandrich, född 26 oktober 1900 i New York, död 4 mars 1945 i Hollywood, Kalifornien, var en amerikansk filmregissör, manusförfattare och producent.

## Filmografi i urval
- 1933 – På kryss till paradiset
- 1933 – Aggie Appleby, Maker of Men
- 1934 – Hipp hipp hurra!
- 1934 – Continental
- 1935 – Top Hat
- 1936 – Flottan dansar
- 1936 – En kvinna gör uppror
- 1937 – Får jag lov?
- 1938 – Vi ses igen!
- 1939 – Stjärnparaden
- 1940 – Hejsan, vi rider igen!
- 1941 – Lärkan i skyn
- 1942 – Värdshuset Fritiden
- 1943 – Vi hälsa livet
- 1944 – När jag var ung i Paris
- 1944 – Flottans farliga flickor